# Conflitto Ali-Mu'awiya
Il conflitto ʿAlī-Muʿāwiya (656-661), altrimenti definibile Fitna dell'assassinio di ʿUthmān (in arabo فتنة مقتل عثمان‎?, Fitnat maqtal ʿUthmān), o Prima Fitna, costituì la prima guerra civile della storia islamica. Essa esplose quando il governatore della Siria, Muʿāwiya b. Abī Sufyān si ribellò all'autorità del califfo ʿAlī b. Abī Tālib rivendicando il suo diritto alla vendetta nei confronti degli uccisori del precedente califfo e suo parente, ʿUthmān b. ʿAffān, che ʿAlī aveva perseguito con poco vigore. Dietro tutto ciò si stagliava però la questione irrisolta di chi potesse legittimamente rivendicare la suprema carica di califfo della Umma islamica. La disputa frantumò l'unità della Umma e creò una profonda spaccatura che resterà permanente e che sarà alla base della differente concezione dell'Islam degli Sciiti e dei Sunniti, oltre che dei Kharigiti.
La Prima Fitna cominciò con una serie di rivolte combattute contro ʿAlī b. Abī Tālib, il quarto e ultimo califfo Rāshid ("ortodosso"), provocate dal controverso ma indubbio assassinio del suo predecessore, ʿUthmān b. ʿAffān. Essa finì con la morte di ʿAlī per mano di un kharigita e con l'avvio (dopo una breve parentesi che fu caratterizzata da un accordo tra il wali di Siria, Muʿāwiya, e il figlio di ʿAlī, al-Hasan ibn Ali) del califfato dell'omayyade Muʿāwiya b. Abī Sufyān.

## Battaglia di Bassora
ʿAlī fu dapprima contrastato da una fazione guidata da Ṭalḥa, al-Zubayr e dalla vedova di Maometto, ʿĀʾisha bint Abī Bakr. Questo gruppo, fu definito dei "disubbidienti" (nakithin) dai loro nemici. In un primo momento esso s'impadronì di Mecca ma poi si spostò a Basra, nell'aspettativa di reclutarvi le forze e le risorse necessarie per la loro impresa anti-alide. I ribelli occuparono Baṣra, uccidendovi molte persone. Quando ʿAlī chiese loro di rientrare nei ranghi e di giurargli fedeltà, essi rifiutarono sdegnosamente. Le due parti si scontrarono nella Battaglia del Cammello (656) dalla quale risultò vittorioso in modo decisivo il califfo.

## Battaglia di Siffin
Più tardi ʿAlī venne sfidato da Muʿāwiya b. Abī Sufyān, il wali di Siria (bilād al-Shām) e parente di ʿUthmān, che negò di giurare fedeltà al califfo, esigendo invece che egli rendesse giustizia ai B. ʿAbd Shams in nome del diritto alla vendetta.

ʿAlī aprì forse dei negoziati col governatore ribelle, che egli aveva però dichiarato decaduto, nella speranza che il potente wāli (nominato da ʿUmar) gli dichiarasse fedeltà ma Muʿāwiya aveva evidentemente altri e più ambiziosi intenti. 

Muʿāwiya mobilitò infatti le valorose truppe siriane di cui disponeva e l'esercito califfale e quello ribelle siriano si confrontarono a Siffin per più di 100 giorni, a dimostrazione del fatto che si cercava in realtà da entrambe le parti un onorevole compromesso. Schermaglie tra le parti (che le fantasiose tradizioni islamiche vollero che fossero durate una settimana) si trasformarono in un vero e proprio scontro nel 657, in quella che sarà chiamata laylat al-harīr (la notte del clangore [delle armi]) l'esercito di Muʿāwiya era sul punto di essere messo in rotta, allorché ʿAmr b. al-ʿĀṣ consigliò Muʿāwiya di far issare sulla punta delle loro lance dai soldati siriani fogli pergamenacei del muṣḥaf, invocando un "giudizio di Dio" (ḥakam Allāh) che precedentemente lo stesso Muʿāwiya aveva rifiutato al califfo che glielo aveva proposto. Il fatto creò grave scompiglio nelle file dell'esercito di ʿAlī.

## Arbitrato
I due eserciti infine concordarono per sottoporre la questione sulla legittimità del Califfato a un arbitrato. Il rifiuto di una larga parte dell'esercito di ʿAlī di combattere fu decisivo per l'accettazione dell'arbitrato. La questione di chi sarebbe potuto essere l'arbitro della parte alide costituì un altro problema. Ash'ath ibn Qays a qualche altro rifiutarono i designati di ʿAlī, Abd Allah ibn 'Abbas e al-Malik al-Ashtar, insistendo invece per Abu Musa al-Ash'ari, che non era esattamente un sostenitore convinto del califfo, dal momento che egli stesso aveva sconsigliato i Kufani dal sostenerlo. Finalmente il califfo accettò come suo arbitro Abu Musa.
In realtà non si esclude che i resoconti storici della questione siano stati notevolmente manipolati dagli storici della successiva età omayyade e che, di fatto, ʿAlī non abbia approvato l'arbitrato, disinteressandosi d'una questione tanto astratta, convinto di poter imporre coi fatti la sua politica.

## La strage di Nahrawān
Alcuni dei sostenitori di ʿAlī, poi diventati noti col nome di kharigiti, si opposero a tale decisione e si ribellarono al califfo che fu costretto ad affrontarli nella cosiddetta Battaglia di Nahrawan. L'arbitrato comportò quindi la dissoluzione della coalizione califfale.

Si deve notare che, prima di Nahrawān, ʿAlī stava preparandosi all'urto finale con Muʿāwiya ma prima della battaglia col governatore ribelle, il califfo decise di disfarsi dei kharigiti al fine di stornare l'operato di un suo potenziale nemico che avrebbe potuto agire contro di lui proprio mentre era impegnato nel confronto decisivo.

## Perdita di tutte le province, con l'eccezione di Kufa
L'esercito di Muʿāwiya invase e occupò le principali città del califfato, mal difese dai Governatori inviati dal califfo, a corto di risorse economiche. Muʿāwiya s'impadronì così di Egitto (affidato nuovamente ad ʿAmr b. al-ʿĀṣ), Yemen e altri territori ancora.

## Ultimi giorni di ʿAlī
Mentre il califfo stava entrando a Kufa nella moschea per condurvi la preghiera, il kharigita ʿAbd al-Rahmān b. Muljam lo colpì alle spalle con un pugnale dalla punta avvelenata. ʿAlī sopravvisse due giorni e morì il 21 Ramadan del 40 E., nella città di Kufa, equivalente all'anno 661.

## L'Imamato di al-Hasan
Dopo la morte del califfo, i musulmani kufani acclamarono loro guida (Imam) suo figlio primogenito, al-Ḥasan senza che vi fossero in merito dispute.